# Димитър Киров
 За българския писател вижте Димитър Киров (писател).  
Димитър Николов Киров, известен още като ДиКиро, е български художник.

## Биография
Роден на 20 май 1935 г. в Истанбул, Турция. През 1959 г. завършва монументална и декоративна живопис при проф. Георги Богданов в Художествената академия. Работите на Киров са в областта на живописта и монументалното изкуство – стенопис (фрески, секо), мозайка, сграфито.
Обществена дейност:
- 1973 – 1975 – председател на Градския съвет за изкуство и култура, Пловдив
- 1968 – 1985 – член на ръководството на Съюза на българските художници (СБХ)
- 1970 – 1976 и 1986 – 1989 – секретар по творческите въпроси на Пловдивския отдел на СБХ
- 1987 – председател на държавната комисия по изобразително изкуство

Почетен член е на японските художници Ника-Кай. Съпричастен е към събитията, които засягат пряко не само художническото съсловие, но и неговите съграждани. На 23 март 1983 година става съучредител на новото читалище към етнографския център „Възраждане“.
Димитър Киров – ДиКиро е инициатор на идеята за бъдещия изложбен център за съвременно изкуство, който се развива в насипа, оформящ дворното пространство на съществуващата Пловдивска градска художествена галерия на ул. Съборна 14 в Пловдив. Основополагащата идея на проекта е създаване на постоянно действащ изложбен център, който по естествен начин да представя творбите на съвременните художници. Проектът е подкрепен лично от Президента на България Георги Първанов.
Димитър Киров умира на 23 октомври 2008 г. в Пловдив.

## Творчество
Преди 1989 Димитър Киров участва в общи художествени изложби (ОХИ) и в представителни изложби на българското изобразително изкуство в чужбина. Урежда множество самостоятелни изложби в Пловдив (1964, 1967, 1968, 1985), Париж (1969), Окаяма (1975), Токио (1977), София (1973, 1980).
Музейни и частни сбирки
Творби на ДиКиро се намират в музеи и частни сбирки, както в България, така и по целия свят:
- Национална художествена галерия, София, България
- Държавните художествени галерии в Пловдив, Бургас, Варна, Русе, Велико Търново, Благоевград, Добрич, Самоков, Стара Загора и др.
- Колекция на Ватикана
- Държавен Ермитаж, Санкт Петербург, Русия
- Чешка национална галерия, Прага
- Национална галерия в Дрезден, Германия
- Музей на съвременното изкуство, Фукуяма, Япония
- Колекция „Спарбанк“, Стокхолм, Швеция
- Колекция „Иш банкъсъ“, Истанбул, Турция
- Музей на съвременното изкуство в Мюнхен, Германия
- Колекция на община Висбаден, Германия
- Колекция „Петер Лудвиг“, Кьолн, Германия
- Колекция на община Окаяма, Япония
- Колекция на международното изкуство, Токио, Япония
- Музей на Пушкин, Москва, Русия
- Държавна галерия, Ереван, Армения
- Държавна галерия, Тбилиси, Грузия
- Колекция на българското посолство в Токио, Япония
- Колекция „Пина“, Пирея, Гърция
- Колекция на Франсоа Митеран, Франция
- Колекция на Марио Скареш и други частни Колекции в България, Франция, Италия, Испания, Белгия, Холандия, Дания, Швеция, Германия, Швейцария, Канада, США, Мексико, Венецуела, Япония, Русия, Гърция, Кипър, Турция и др.

Монументали и декоративни творби
- Стенопис (секо) и фасадто сграфито, Старинен Пловдив, (1968)
- „Из културната история на Пловдив“, стенописно пано, секо, фоайе на концертната зала в Партиен дом, Пловдив, (1969)
- Сграфито, къща музей „Пейо Яворов“, Чирпан, (1973)
- „Априлски възход“ – стена, каменно-смалтова мозайка, размери 8/3 м в интериора на Дома-паметник на Партията (БКП) на връх Бузлуджа с арх. Георги Стоилов, (1981)
- „Родопска песен“, мозайка, фоайе пред Зала 2, Народен дворец на културата „Людмила Живкова“, София, (1981)
- Каменно-смалтова мозайка, хотел „Ленинград“, Пловдив, (1982)
- Стенопис (секо), къща музей „Златю Бояджиев“, Пловдив, (1983)
- „Добруджа“, стенопис (секо), централно фоайе на Партиен дом, Толбухин (Добрич) (1985)

## Награди
- 1967 – Наградата на София
- 1967 – Голямата награда „Пловдив“
- 1970 – I награда за Фреска – Концертна зала в Партиен дом Пловдив,
- 1972 – I награда на Дружество на художниците от Южна България
- 1974 – Държавно звание Заслужил художник
- 1976 – I награда на Дружество на художниците от Южна България
- 1981 – I награда „Владимир Димитров-Майстора“ за цикъла „Войните на Самуил“
- 1982 – I награда на Спортната Федерация БСФС
- 1983 – I награда за портрет – Национална награда за живопис „Захари Зограф“
- 1984 – удостоен със званието Почетен гражданин на Пловдив
- 1985 – Втора награда на Националната изложба, България
- 1985 – Държавно звание Народен художник
- 1986 – Голямата награда „Златю Бояджиев“, България
- 1987 – Наградата на Плевен
- 1987 – Вписан в Brockhaus Enzyklopädie, почетен член на Ника-Кай художниците, Япония
- 1997 – Кавалер на почетния легион на Франция за култура (? няма)
- 2000 – удостоен със званието Почетен гражданин на Плевен
- 2000 – Сребърен медал от Папа Йоан Павел II
- 2005 – с Указ № 196 от 19 май 2005 г. е награден с орден „Св. св. Кирил и Методий“ огърлие[2]
- 2008 – Кавалер на Почетния сребърен кръст на галерия „Кавалет“ (посмъртно)